# Felitciano Zschusschen
Felitciano Cederick Zschusschen (Breda, 24 de janeiro de 1992) é um futebolista curaçauense que joga como atacante. Atualmente está sem clube.

## Carreira
Após jogar nas categorias de base de VV Baronie, NAC Breda e FC Twente, Zschusschen profissionalizou-se neste último, estreando em março de 2013 contra o Vitesse. Também atuou no Jong FC Twente (equipe de reservas) em 36 jogos e marcou 17 gols.
Foi ainda emprestado, entre 2014 e 2016, para FC Dordrecht, NAC Breda e FC Oss. Em 2017 assinou com o 1. FC Saarbrücken, em sua primeira experiencia em um clube não-holandês, porém atuou em apenas 6 jogos. Menor ainda foi sua passagem no Inverness Caledonian Thistle, da segunda divisão escocesa: após 2 partidas e nenhum gol, teve seu contrato rescindido.

## Seleção Curaçauense
Desde 2015, atua pela Seleção Curaçauense, fazendo sua estreia em março, durante as eliminatórias da CONCACAF para a Copa de 2018,contra Montserrat, marcando seu primeiro gol (de pênalti), neste jogo. Participou da Copa Ouro da CONCACAF de 2017, onde Curaçau amargou a lanterna do grupo C, não marcando nenhum gol e sem pontuar.
É o maior artilheiro da Seleção de Curaçau, com 9 gols.